# Barbara Meier
Barbara Meier (Amberg, 25 luglio 1986) è una modella e attrice tedesca, nota per aver vinto la seconda edizione del reality show Germany's Next Topmodel.

## Filmografia parziale
- The Aspern Papers (2018)
- Endless, regia di Scott Speer (2020)
- Army of Thieves, regia di Matthias Schweighöfer (2021)

## Agenzie
- 301 Model Management, Istanbul
- Fashion Cult Model Management, Atene
- Major Model Management, Monaco di Baviera
- Major Model Management, New York
- Major Model Management, Parigi
- Major Model Management, Milano
- Yuli Models, Tel Aviv